# منتخب روسيا للكريكت
منتخب روسيا الوطني للكريكت (بالروسية: Сборная России по крикету)‏ هو ممثل روسيا الرسمي في المنافسات الدولية في الكريكت .